# Sabirkend
Sabirkend är en ort i Azerbajdzjan.   Den ligger i distriktet Nachitjevan, i den sydvästra delen av landet, 400 km väster om huvudstaden Baku. Sabirkend ligger 760 meter över havet och antalet invånare är 1 024.
Terrängen runt Sabirkend är kuperad norrut, men söderut är den platt. Närmaste större samhälle är Yaycı, 8,5 km väster om Sabirkend. 
Trakten runt Sabirkend består i huvudsak av gräsmarker. Runt Sabirkend är det ganska tätbefolkat, med 80 invånare per kvadratkilometer.